# Jean Kambanda
Jean Kambanda (19 de octubre de 1955, Butare, Ruanda-Urundi) es un político y criminal ruandés fue el Primer Ministro en el gobierno interino de Ruanda desde el inicio del genocidio de Ruanda en 1994. Es el único jefe de gobierno que se declaró culpable de genocidio, en el primer grupo de condenas desde que entró en vigencia la Convención para la Prevención y la Sanción del Delito de Genocidio en 1951.
Kambanda se crio en el seno de una familia acomodada y fue educado primeramente por misioneros. En su juventud, tuvo la oportunidad de viajar a Bruselas para estudiar economía. Es licenciado en ingeniería comercial y comenzó su carrera como banquero de bajo nivel del banco United Popular BPR, y llegó a ser tecnócrata para convertirse en el presidente del banco. Más tarde, esto le ayudaría a financiar su carrera política. En el momento de la crisis de abril de 1994, era vicepresidente del Movimiento Democrático Republicano (MDR), sector de oposición de Butare.
Fue juramentado como primer ministro el 9 de abril de 1994 después de que el presidente, Juvénal Habyarimana, y el ex primer ministro, Agathe Uwilingiyimana), fueran asesinados. Al Movimiento Democrático Republicano (MDR) se le había prometido el cargo de primer ministro en el gobierno de transición establecido por los acuerdos de Arusha, pero Kambanda sobrepasó a varios niveles en la jerarquía del partido para tomar el puesto de la elección inicial quien sería Faustin Twagiramungu. Permaneció en el cargo durante los cien días del genocidio hasta el 19 de julio de 1994. Después de dejar el cargo, huyó del país.

## Responsabilidad criminal
Kambanda fue arrestado en Nairobi el 18 de julio de 1997, después de una participación multinacional de siete semanas y trasladado al Tribunal Penal Internacional para Ruanda. El tribunal lo acusó de distribuir armas pequeñas y municiones en Butare y Gitarama con el conocimiento de que serían utilizados para masacrar a civiles. Fue declarado culpable después de que él se declarase culpable, un motivo que luego rescindió, pero que el tribunal no aceptó.
El 4 de septiembre de 1998, el TPIR condenó a Jean Kambanda a cadena perpetua por:
- Genocidio y acuerdo para cometer genocidio.
- Incitación pública y directa para cometer genocidio.
- Ayudando e instigando el genocidio.
- Fallando en su deber de prevenir el genocidio que ocurrió mientras era primer ministro.
- Dos cargos de crimen de lesa humanidad.

Joy Mukanyange, la embajadora de Ruanda en Tanzania, fue el único funcionario ruandés que asistió a la sentencia de su ex primer ministro. Ella pensó que era justo que Kambanda recibiera una sentencia de cadena perpetua y que su crimen hubiera sido reconocido por la comunidad internacional. Comentó que Ruanda "no estaba buscando venganza".
Tras la apelación que no fue aceptada, este veredicto fue confirmado por la Sala de Apelación del Tribunal Penal Internacional para la Corte Penal Internacional el 19 de octubre de 2000, y Kambanda se encuentra actualmente encarcelado en la prisión de Koulikoro, en Malí.

## Culpar al ejército
Aunque Kambanda se declaró culpable después de recibir asesoría legal, su abogado argumentó que el primer ministro era un "títere" del ejército, que lo había sacado de su banco, luego de asesinar al primer ministro anterior, para legitimar el control de su país. Le pidió al TPIR una sentencia de dos años porque actuó "bajo presión con responsabilidad limitada". El tribunal concluyó que esta defensa contra un cargo de genocidio era irrelevante.
En 2006, testificó en defensa del coronel Theoneste Bagosora en el juicio 'Militar 1' de líderes militares de alto rango. Ese testimonio fue el primer y único testimonio público del ex primer ministro sobre los eventos de 1994 en Ruanda y en el que dijo que nunca había creado un plan para cometer genocidio.
Las decisiones del TPIR con respecto a Kambanda han sido objeto de críticas.[cita requerida]

## Responsable pero no culpable
Kambanda es condenado a 4 de septiembre de 1998 A cadena perpetua por su participación en el genocidio. En su apelación, dijo que su confesión había sido errónea, debido a un pobre consejo o incomprensión de su abogado, el cual fue impuesto por el TPIR, Maître Inglis, quien no habla francés, mientras que Kambanda habla francés.  Según el periodista Charles Onana, el Inglis también era "muy cercano del Fiscal Adjunto, Bernard Muna, también de nacionalidad camerunesa".[cita requerida]
Kambanda dijo que su objetivo no era declararse culpable sino decir la verdad. De acuerdo con la apelación del TPIR:
"Kambanda notó que aunque se sentía políticamente responsable por lo que sucedió, en ese momento no se sentía culpable y ahora no se siente culpable".

## Legado legal
Como jefe de gobierno condenado por un tribunal internacional, Kambanda es una figura importante, ya que el veredicto en su contra constituye un precedente contra el principio legal de inmunidad del Estado (que se utilizó para rechazar una orden de extradición de Augusto Pinochet, por ejemplo).